# Maison du Roi (Bruxelles)
Pour les articles homonymes, voir Maison du roi (homonymie).
La Maison du Roi (en néerlandais : Broodhuis) est un édifice de style néogothique situé sur la Grand-Place de Bruxelles en Belgique, au nord de la place, face à l'Hôtel de ville. Elle abrite aujourd'hui le musée de la ville de Bruxelles.

## Histoire

### La halle au pain originelle
La Maison du Roi était à l'origine la halle au pain, nom qu'elle a conservé en néerlandais (Broodhuis). La première construction de Bruxelles remonte sans doute au XIIIe siècle. La première mention de son existence date de 1321. Elle faisait partie d'un groupe de trois constructions à destination économique, la halle au pain, la halle aux draps et la halle à la viande, formant un quadrilatère. On ne sait que peu de choses du bâtiment primitif. 
Les boulangers délaissèrent la halle pour vendre à domicile, les dirigeants de leur métier gardant toutefois un local de réunion jusqu'au premier quart du XVe siècle. Progressivement, au cours du XIVe et XVe siècles, elle fut choisie pour abriter différentes administrations du duché de Brabant : les bureaux du receveur général du domaine, la chambre de tonlieu et le tribunal de la foresterie. Il prit alors le nom de « 's Hertogenhuys » ou « Maison du Duc », qui deviendra plus tard « 's Conincxhuys » ou « Maison du Roi », après l'accession de Charles Quint, duc de Brabant depuis 1506, au trône des Espagnes en 1516 . 

### Bâtiment gothique
L'édifice vieillissant connut plusieurs réfections et réaménagements. Malgré cela, il ne résista pas à l'usure du temps. En 1504, on décida de le reconstruire. On confia l'élaboration des plans à l'architecte Antoine Keldermans le Jeune. L'ancien édifice ne fut démoli qu'en 1512-1513 et les travaux commencés en 1515. À la mort de l'architecte Antoine Keldermans le Jeune, les travaux furent repris par Louis van Bodeghem. Comme celui-ci était absorbé par d'autres tâches, l'achèvement de l'entreprise fut confié à Henri Van Pede. En raison de la nature marécageuse du terrain, la construction reposait sur des pilotis reliés par des peaux de bœufs. Les restes en furent retrouvés en 1873, lors de la reconstruction de l'édifice.
Ce bâtiment en style gothique tardif ne fut pas achevé : le pignon gauche, tout comme la double galerie et la tour centrale envisagées, ne furent pas construits. En 1565, la fontaine de la Grand-Place fut remplacée par une version monumentale placée contre le perron d'accès de la Maison du Roi, et comptant trois bassins. En 1625, l'archiduchesse Isabelle fit placer sur la façade, en l'honneur de Notre-Dame de Basse-Wavre, une statue de pierre de la Vierge accompagnée de deux statues de Saints, ainsi que le long de la façade l'inscription « A peste fame et bello libera nos Maria Pacis » (« De la peste, de la famine et de la guerre, délivrez-nous, Marie de la Paix »), et le chronogramme « hIC VotUM paCIs pUbLICæ eLIsabeth ConseCraVIt » (« Ici Élisabeth consacra le vœu de la paix publique »).

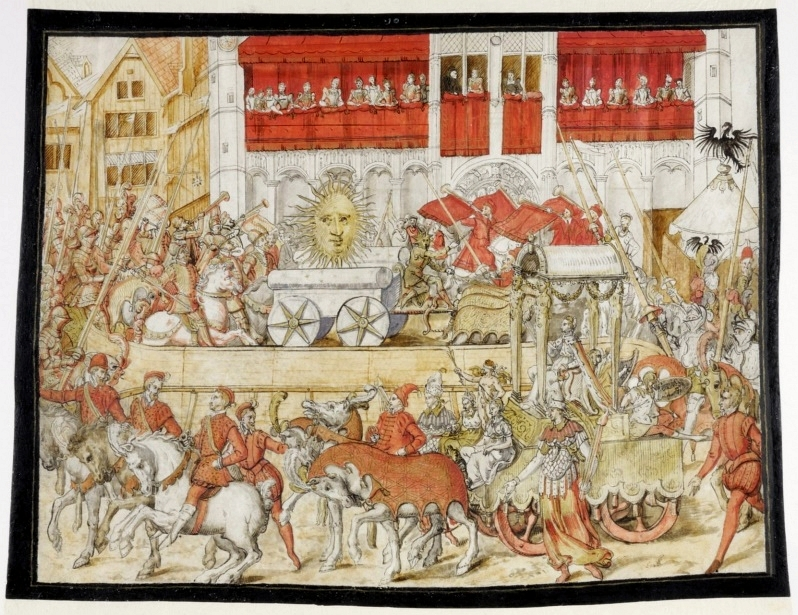
Carrousel organisé devant la Maison du Roi en 1565 dans le cadre du mariage d'Alexandre Farnèse et Marie de Portugal.
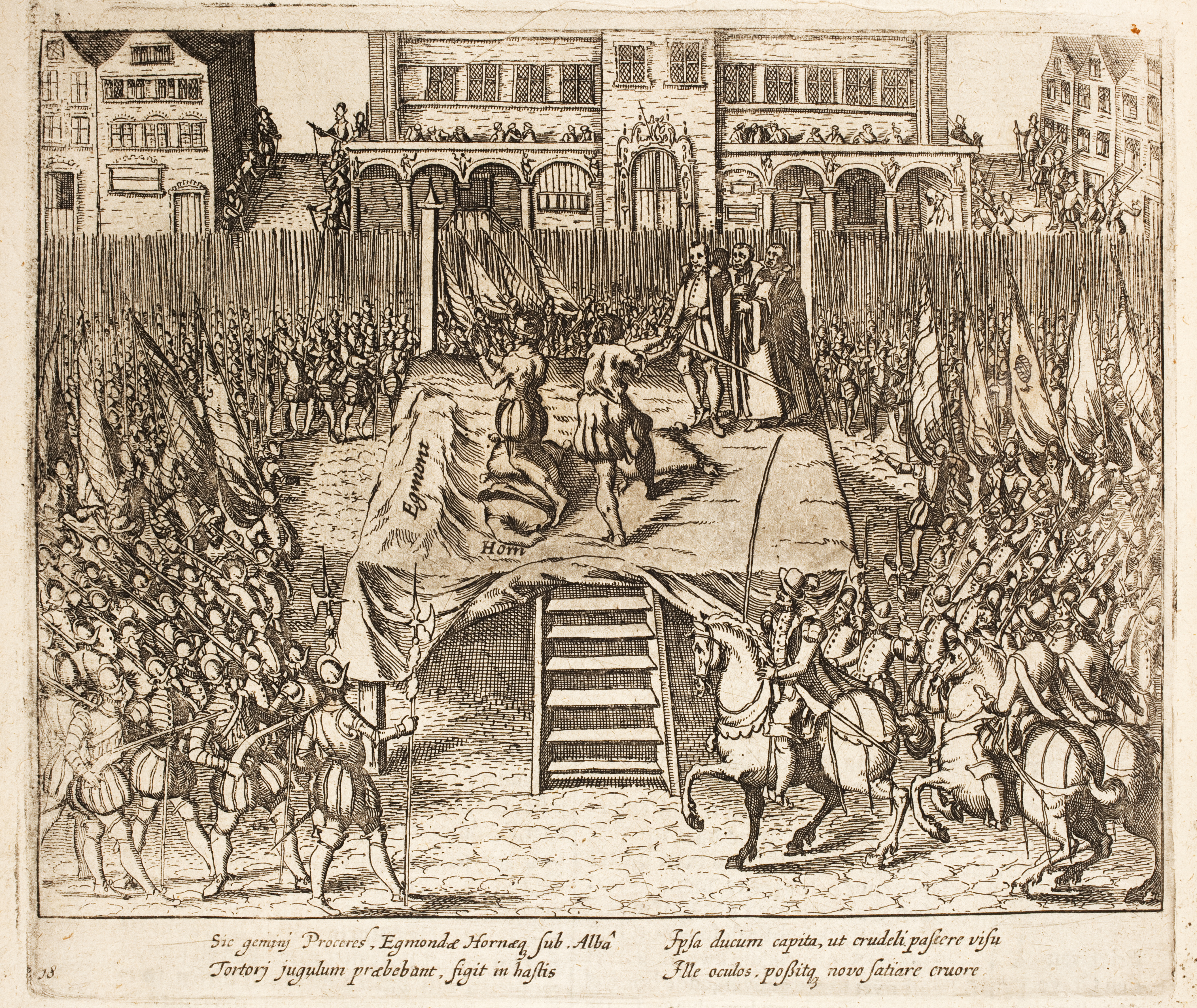
Exécution des comtes d'Egmont et de Hornes devant la Maison du Roi en 1568.
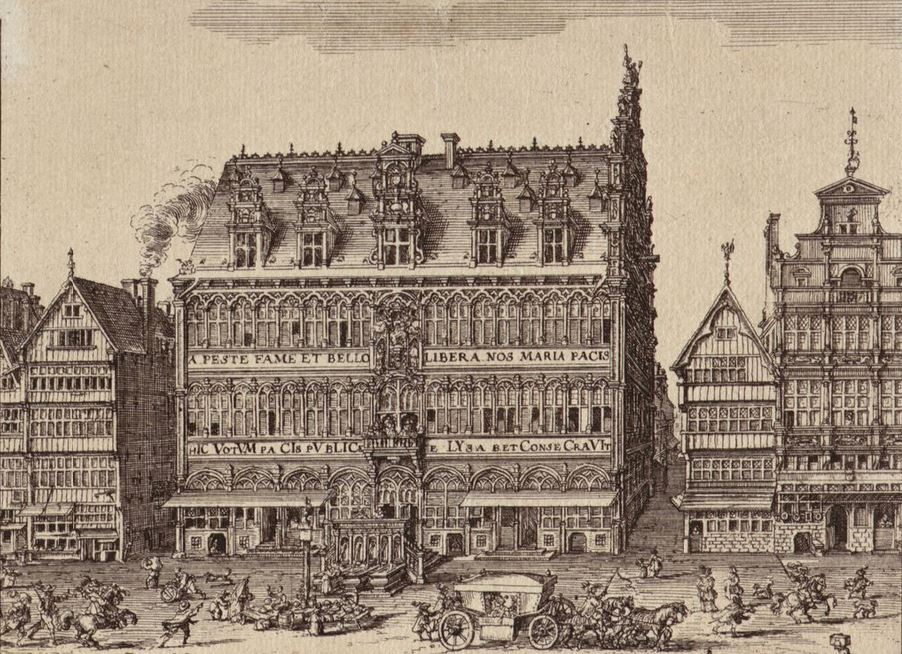
Gravure du bâtiment en 1640.
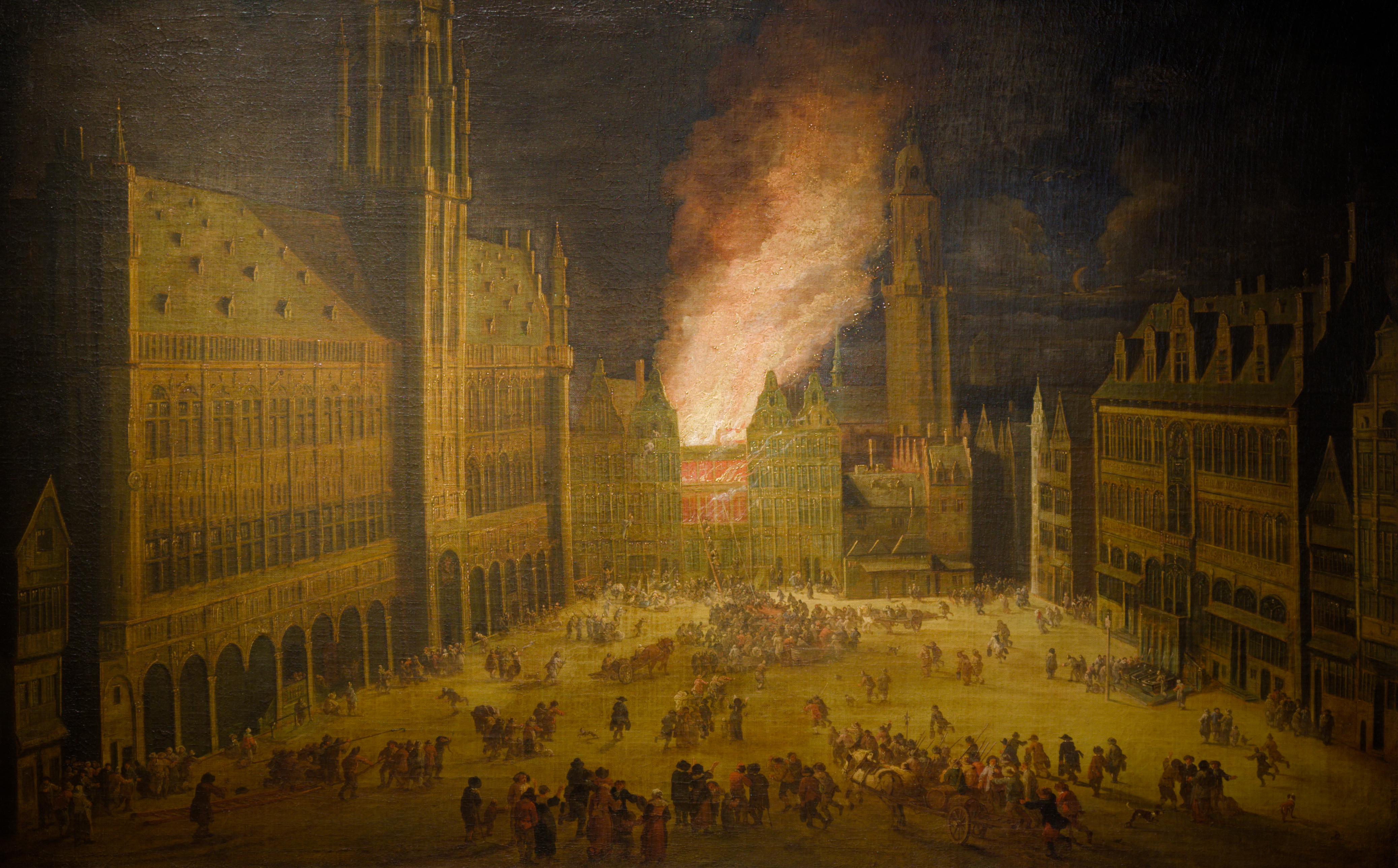
La Maison de la Louve en flammes en 1690, avec la Maison du Roi à droite.
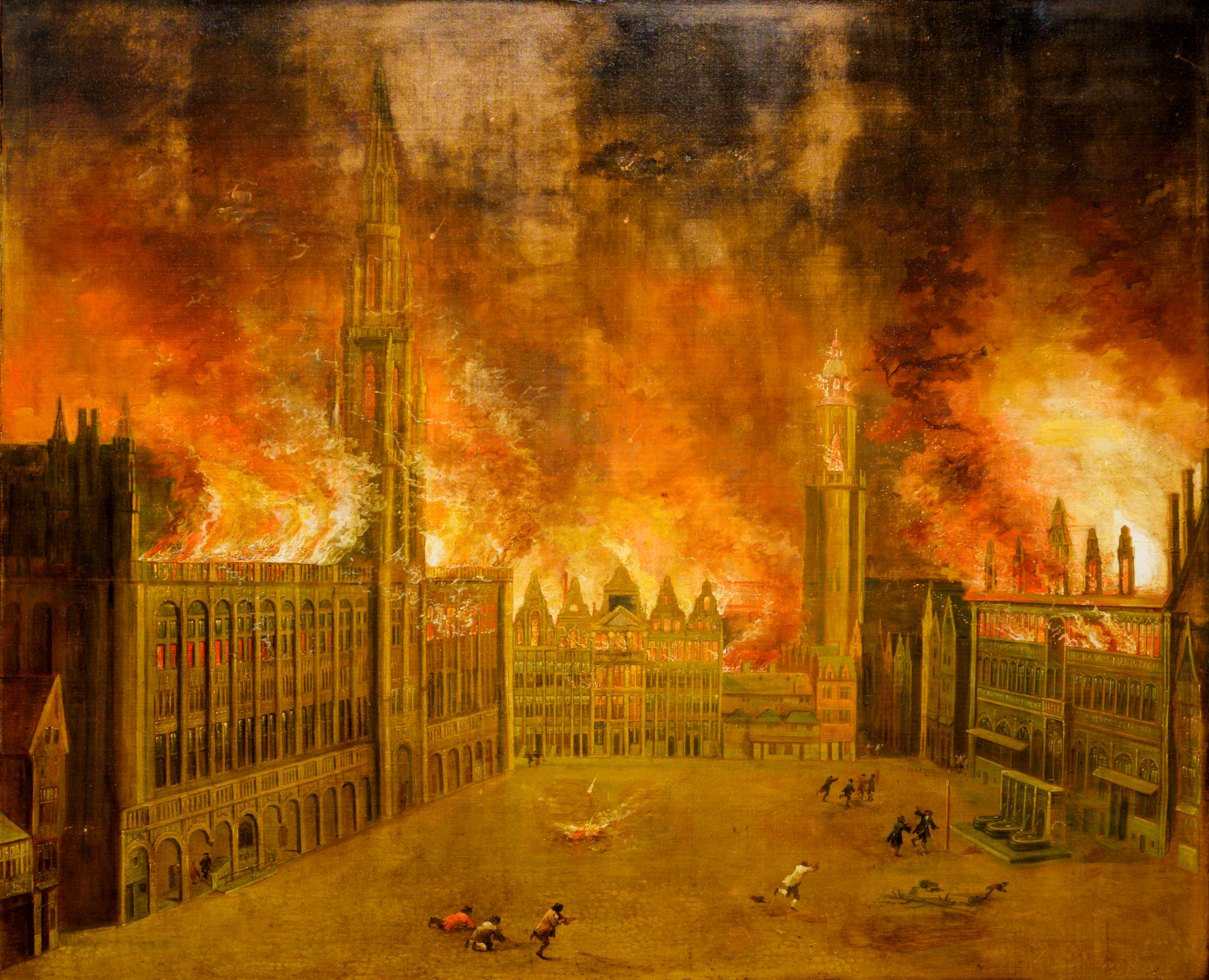
La Grand-Place en feu durant le bombardement de Bruxelles de 1695, avec la Maison du Roi à droite.
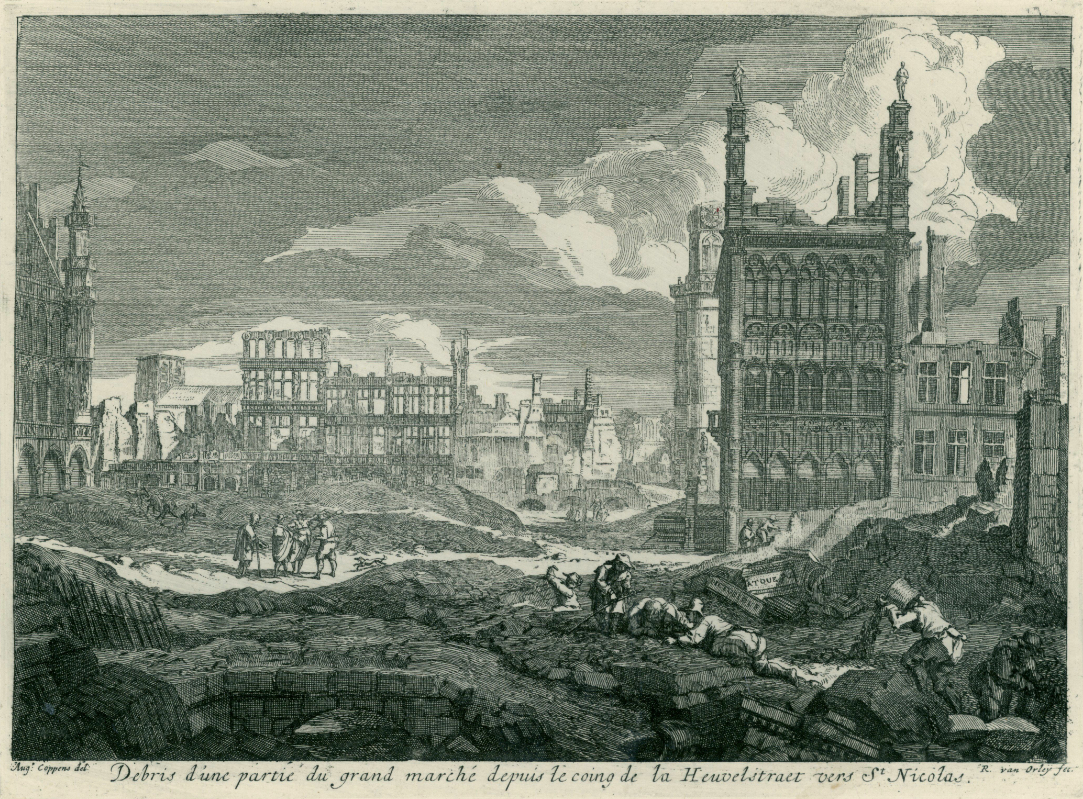
Les ruines de la Grand-Place après le bombardement, avec la Maison du Roi à droite.

### Transformations classiques
Le bâtiment subit de sérieux dégâts lors du bombardement de Bruxelles de 1695. Il fut alors grossièrement restauré par Jean Cosyn en 1697, puis de manière plus approfondie en 1767. Cela entraîna la suppression du pignon droit, une transformation complète du toit en style classique, ainsi que la disparition de la fontaine du perron. Les saints accompagnants la Vierge furent remplacés par les statues en pierre d'une aigle impériale et un lion héraldique.
Après la conquête de la Belgique par les révolutionnaires français, le bâtiment fut rebaptisé « Maison du Peuple ». Devenue bien national, elle fut cédée à la ville de Bruxelles, qui la vendit en 1811 au marquis Paul Arconati Visconti. Ce dernier ne la conserva pas longtemps ; il la revendit en 1817. Le nouveau propriétaire la loua entre autres à la société de la Loyauté, puis au Cercle artistique et littéraire.
En 1860, la ville racheta le bâtiment et confia à l'architecte Pierre-Victor Jamaer l'élaboration d'un projet de restauration. Entre-temps en 1864 fut installée une nouvelle fontaine coiffée des statues des comtes d'Egmont et de Hornes réalisées par le sculpteur Charles-Auguste Fraikin, à l'emplacement même où avait été dressée en 1568 l'estrade qui servit à leur double décapitation. La fontaine est connue sous le nom de la fontaine des comtes d'Egmont et de Hornes.

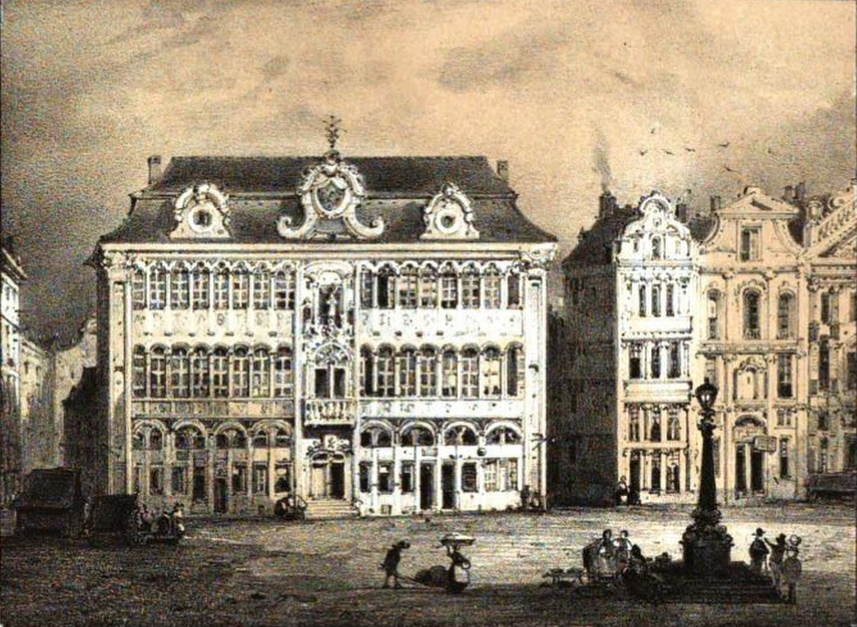
En 1846.
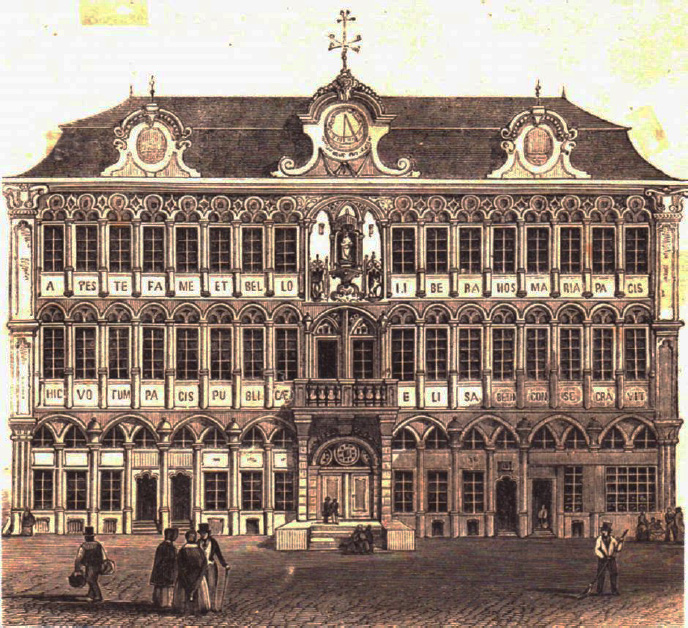
En 1860.
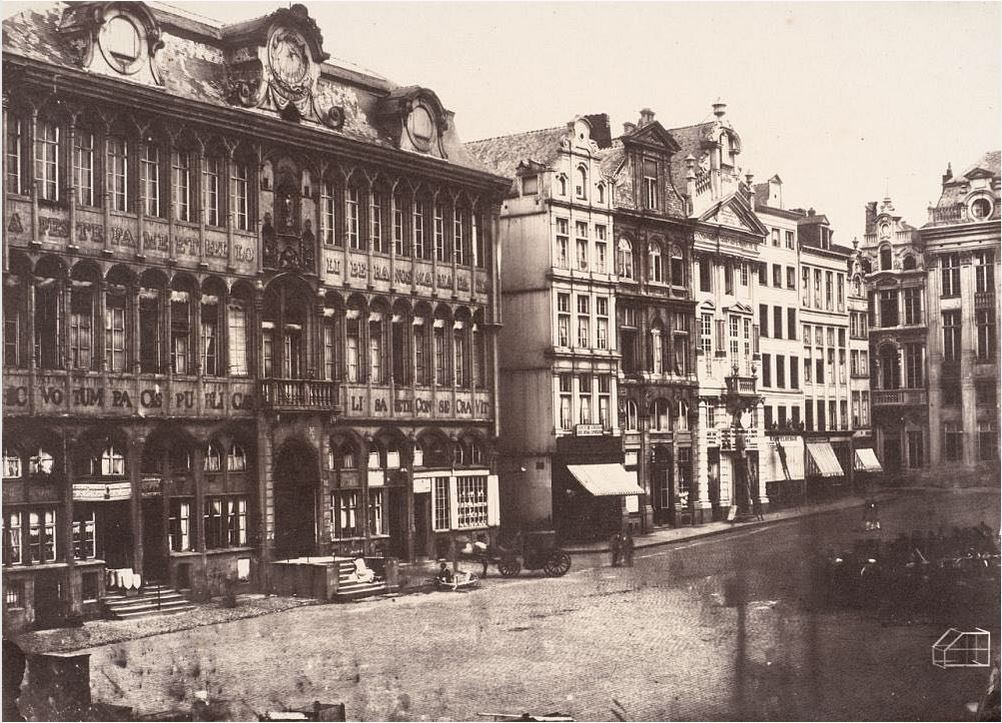
Avant 1864.
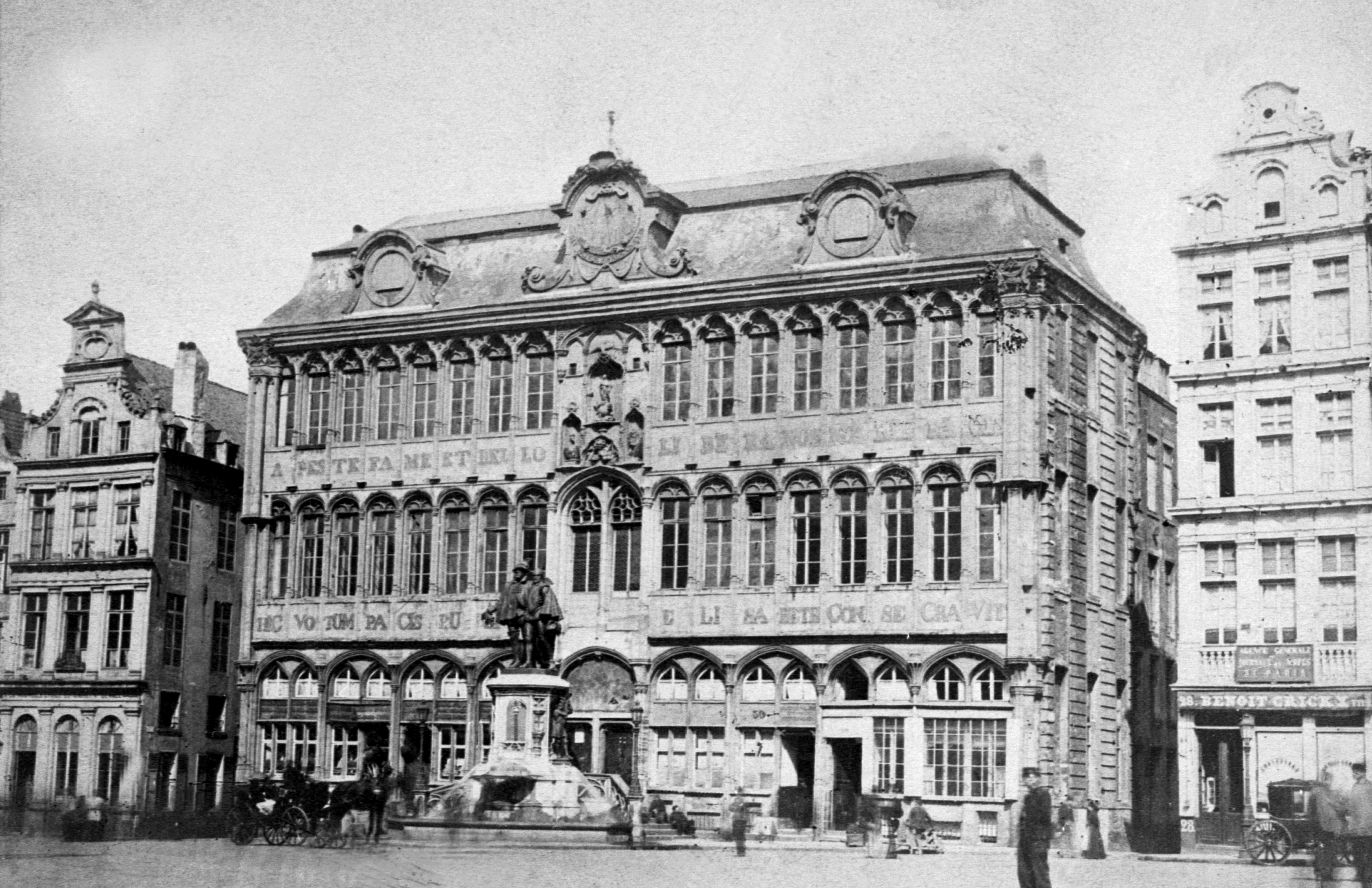
Après le placement de la fontaine des comtes en 1864.
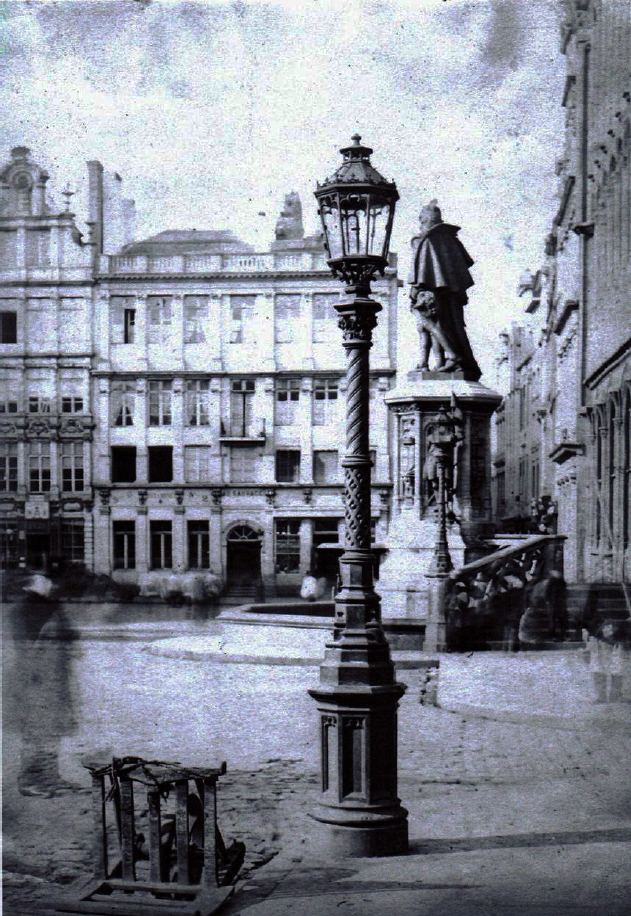
Fontaine des comtes devant la Maison du Roi, avec la Maison du Roi d'Espagne en arrière-plan.

### Bâtiment néogothique
L'état de délabrement du bâtiment était tellement avancé que l'on finit par la démolir en 1874-75. Pour la reconstruire, Jamaer s'inspira des principes d'Eugène Viollet-le-Duc. Non seulement il s'attacha à restituer le bâtiment gothique du XVIe siècle, mais il entreprit également de construire un bâtiment conforme à ce que l'on connaissait du projet d'origine, mais qui n'avait pas été réalisé. Il construisit deux galeries et pourvut le bâtiment d'une tour centrale. Il se permit encore plus de liberté dans la décoration en couvrant le bâtiment de sculptures, de statues et d'autres décorations. À l'arrière, il lui adjoignit une nouvelle aile beaucoup plus sobre en style néo-renaissance flamande. La nouvelle Maison du Roi fut officiellement inaugurée en 1896. Durant les travaux en 1879, la fontaine des comtes d'Egmont et de Horne fût déplacée au Petit Sablon, où elle tourne aujourd'hui le dos au palais d'Egmont. Malgré le déménagement de la fontaine, le souvenir des martyrs est toujours présent à l'emplacement de leur exécution à travers des plaques commémoratives en français et en néerlandais, présentes depuis 1911 de part et d'autre de l'entrée du bâtiment, et remplaçant la plaque précédente rédigée uniquement en français et scellée dans le trottoir.
En 1895, la ville fit installer dans la tour un petit carillon de quatre octaves (49 cloches) provenant de la fonderie d'Adrien Causard à Tellin. Il fut question, dès novembre 1895 et courant 1896, de transférer ce carillon dans la tour de l'Hôtel de Ville, en l'augmentant de six cloches dans les graves « pour obtenir un grand effet » (lettre d'Adrien Causard au bourgmestre du 21 mai 1896). Toutefois, l'on se rendit compte que de nombreuses cloches sonnaient faux et que, de surcroît, la mécanique de l'instrument laissait à désirer et le projet n'aboutit pas. On retira finalement le carillon en 1898.
L'administration des finances de la ville de Bruxelles occupa une partie des locaux, tandis que le Musée communal était installé au deuxième étage depuis 1887. À partir de 1928, l'ensemble du bâtiment fut affecté aux collections du musée. Après des transformations, celui-ci rouvrit ses portes en 1935 à l'occasion de l'
Exposition universelle. En 1936, le bâtiment fut classé en même temps que l'hôtel de Ville.
Pendant la Seconde Guerre mondiale, le musée dut fermer ses portes ; le premier étage fut occupé de 1943 à 1944 par l'administration du « Grand Bruxelles ». Après la libération de Bruxelles en 1944, les locaux furent occupés par le Ministère de la Défense (un bureau de recrutement pour les volontaires appelés à combattre pour la victoire finale s'y installa). Le musée de la ville de Bruxelles rouvrit finalement ses portes en 1947.

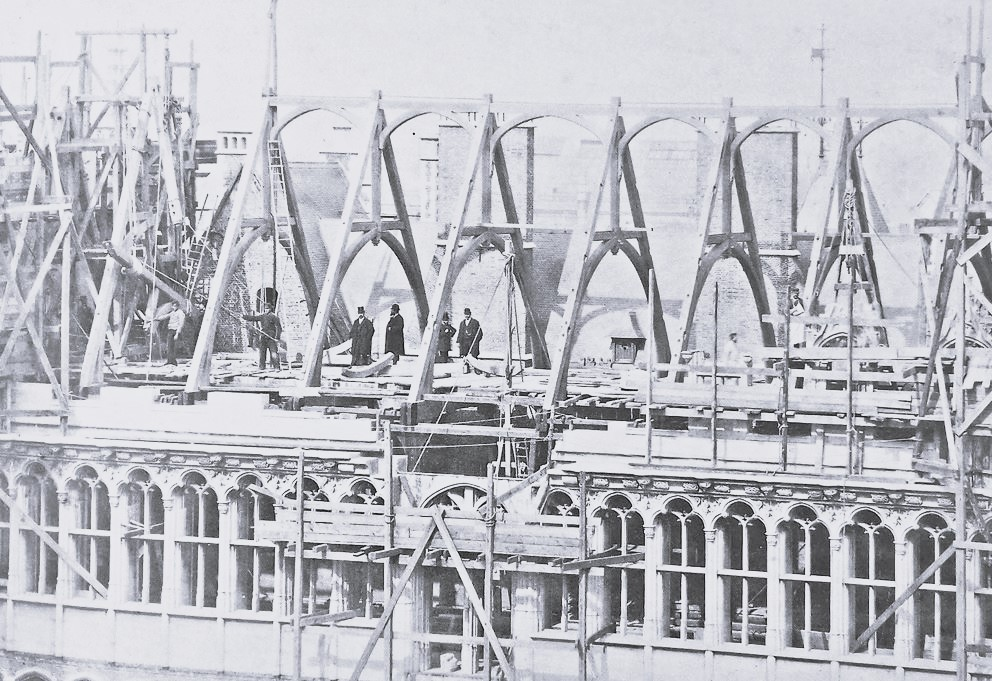
Construction du bâtiment actuel vers 1880.
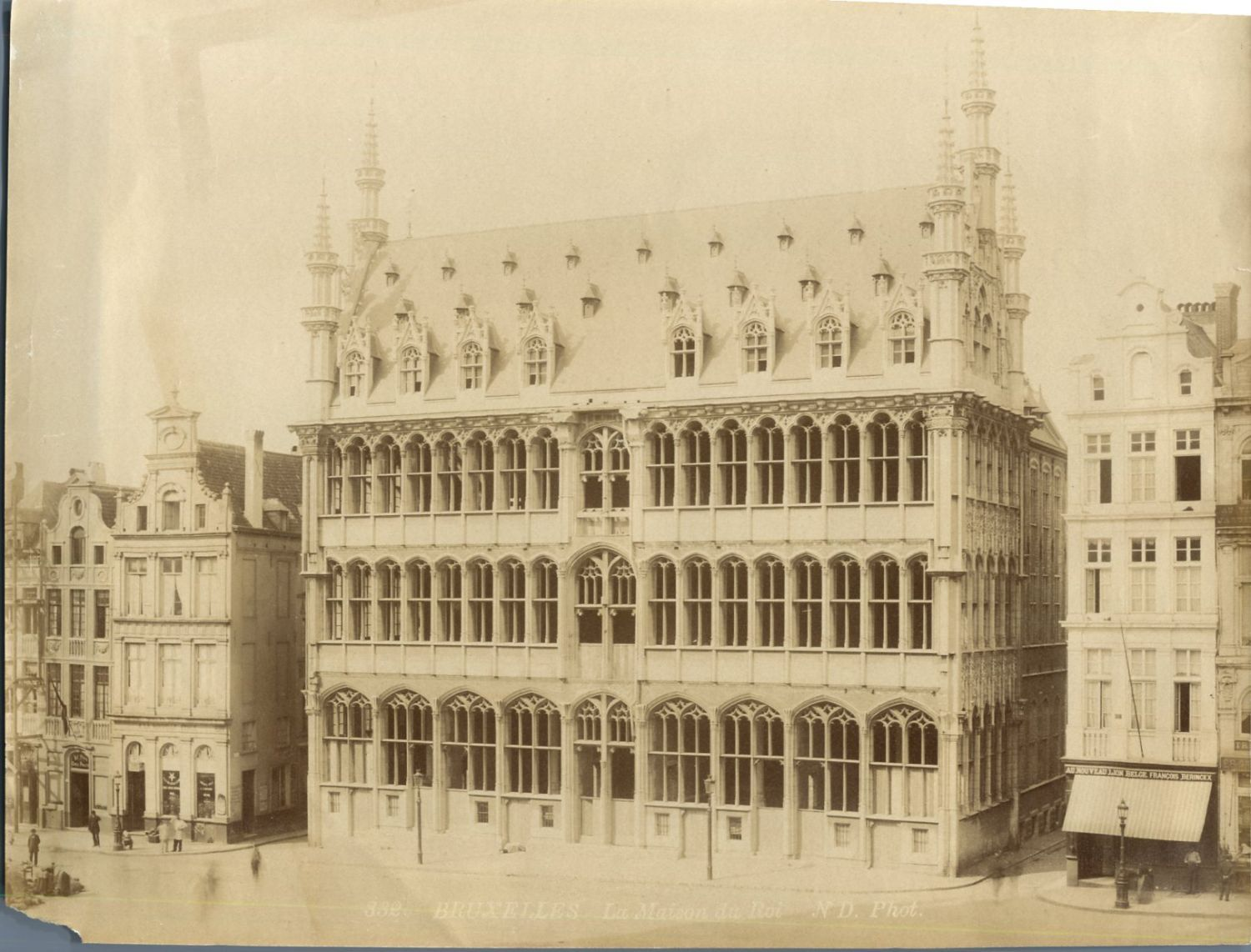
Bâtiment avant la construction des galeries et de la tour.
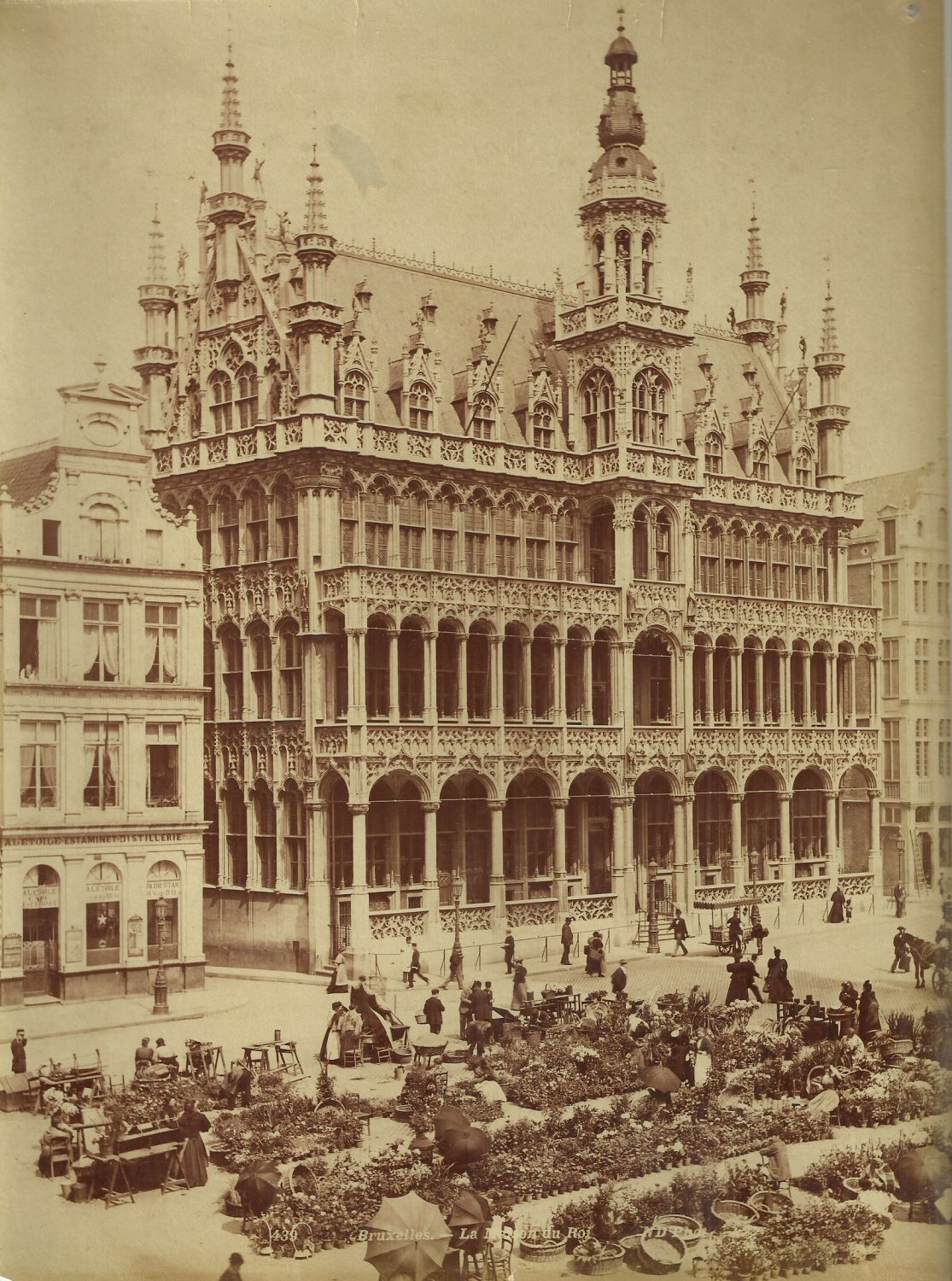
Marché devant la Maison du Roi à la fin du XIXe siècle.
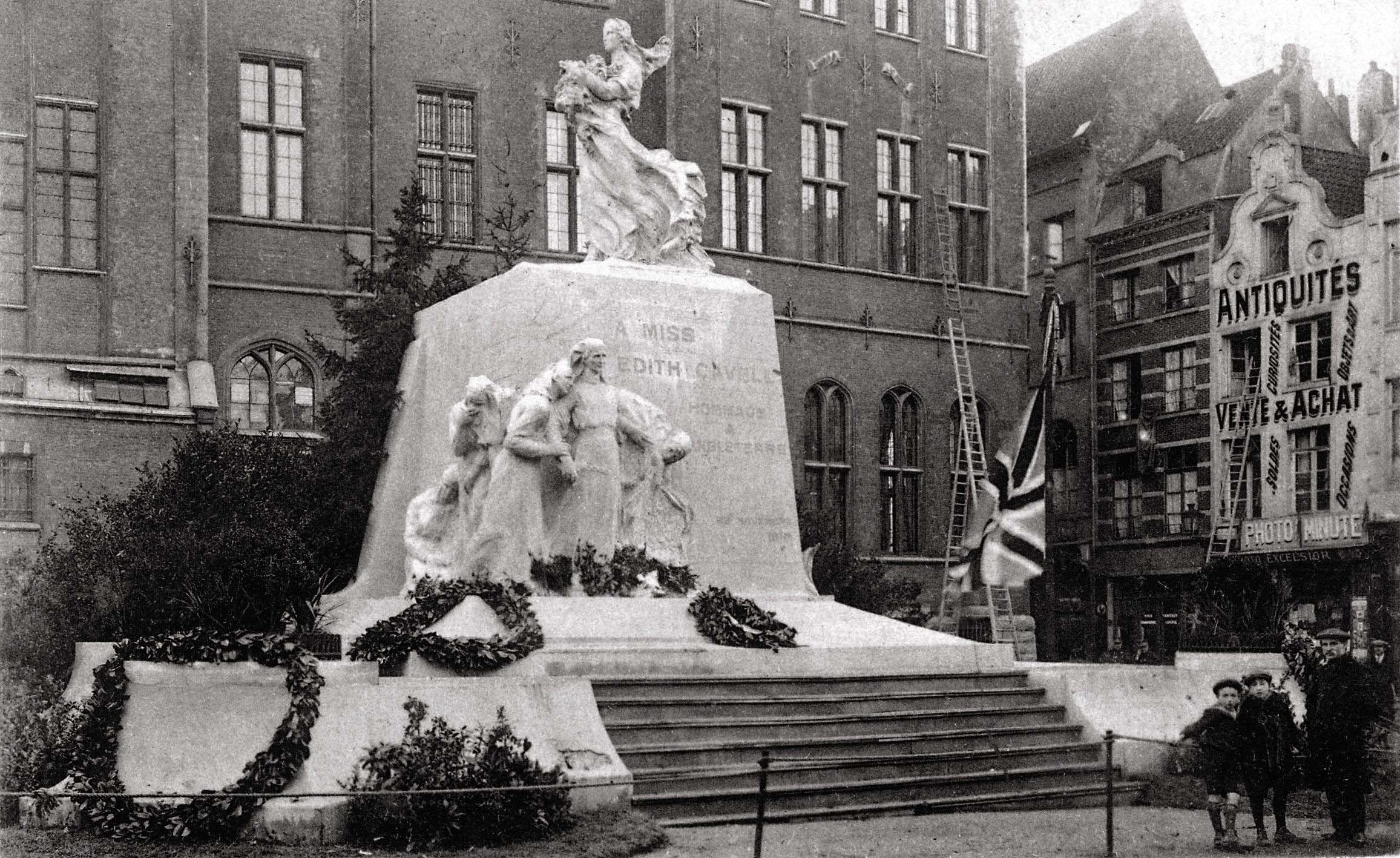
Monument temporaire consacré à Edith Cavell par Egide Rombaux, placé en 1918 à l'arrière de la Maison du Roi.
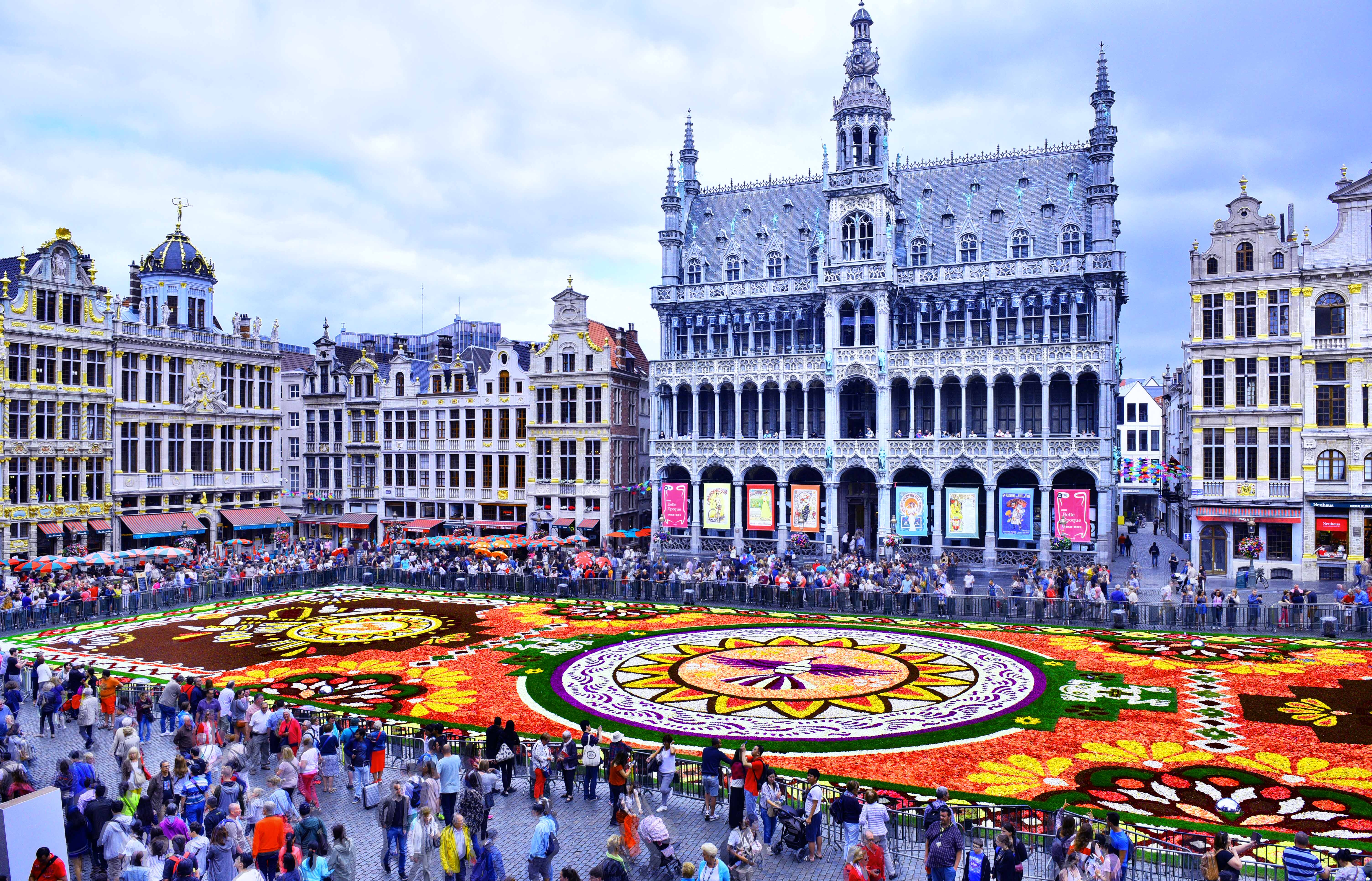
Le tapis de fleurs au pied de la Maison du Roi en 2018.